# María Josefa Pimentel
María Josefa de Borja Pimentel y Téllez-Girón, hertiginna av Osuna, född 1752, död 5 oktober 1834, var en spansk kulturpersonlighet. Hon höll en inflytelserik position som värd för en kulturell salong i Madrid. Hon var den första kvinnliga ledamoten i Sociedad Económica de Amigos del País de Madrid och den första ordföranden i Junta de Damas de Honor y Mérito.

## Biografi

### Familj
Hon var dotter till Francisco Alfonso-Pimentel y Borja och María Faustina Téllez-Girón y Pérez de Guzmán, och gifte sig 1771 med sin kusin Pedro de Alcántara Téllez-Girón y Pacheco, hertig de Osuna, med vilken hon fick fem barn. Hennes make var ofta bortrest på militära och diplomatiska uppdrag, men Maria Josefa stannade normalt kvar i Madrid, förutom ett besök på Menorca 1782-83 och Paris 1799-1800. 
Hon var den enda överlevande av fem barn och var en betydande arvtagare; hon ärvde bland annat titeln grevinna av Benavente, en titel hon använde även efter att hennes giftermål gav henne titeln hertiginna av Osuna. Hennes mor var hovdam 1757-1797, och María Josefa hade därför redan tidigt ett stort kontaktnät inom aristokratin. 

### Litterär salong
María Josefa beskrivs som välutbildad, intelligent och charmerande, talade flera språk och intresserade sig för politik, vetenskap och konst. Hon spelade en stor roll i den informella sociala utveckling som pågick i Spanien i 1700-talet, när kvinnorna inom överklassen, som förut endast hade spelat en social roll vid hovet, nu började bli synliga i samhället genom uppkomsten av ett salongsliv i Madrid, där María Josefas salong blev en av de främsta. Hennes salong i palatset El Capricho i Alameda de Osuna i Madrid nära kungliga slottet, blev ett centrum för upplysningen och en plats för samtal om litteratur, konst och vetenskap, och den axel kring vilket dåtidens sociala och kulturella liv i Madrid rörde sig. Hennes salong frekventerades av Moratín, Ramón de la Cruz, Agustín de Betencourt, Martínez de La Rosa, Washington Irving, general Castaños, Mariano Urquijo, utländska diplomater, artister, musiker, komiker, dansare, författare och poeter. Enligt en sed importerad från Frankrike tilldelades gifta överklasskvinnor en permanent manlig eskort vars uppgift var att bli en sorts vän och rådgivare och eskortera henne  runt i samhället, vilket gav gifta kvinnor mer rörelsefrihet. Detta intellektuella franska sällskapsliv var en del av den spanska upplysningen och innebar en social revolution i sättet att umgås i Spanien, där kvinnor utanför hovet hade levt isolerade liv hänvisade till enbart kyrkan och familjelivet. 
Hon är känd som en betydande mecenat till Francisco de Goya, som målade av henne flera gånger. 

### Socialt arbete
Grundandet av Junta de Damas de Honor y Mérito år 1787 var ett slags slutresultat av kvinnors acceptans i detta liv. I upplysningstidens kultur ingick bildandet av akademier och lärda sällskap, något som också hade skett i Spanien. Ett av dem var Sociedad Económica de Amigos del País de Madrid, där María Josefa Pimentel valdes in som hedersmedlem. I allmänhet blev dock inte kvinnor accepterade vid dessa sällskap. När Junta de Damas grundades kunde kvinnor slutligen aktivt delta i upplysningstidens föreningar, och María Josefa Pimentel blev dess ordförande och spelade som sådan en stor roll. Sällskapet övervakade bland annat de sk patriotiska skolorna som lärde fattiga barn av båda könen bildning, och hon stödde särskilt flickors utbildning; hon engagerade också sällskapet i kvinnofängelserna, och för vaccination mot smittkoppor. 

### Senare liv
María Josefa Pimentel hade inte ett gott förhållande till drottning Maria Lovisa av Parma eller Manuel Godoy men var lojal till kung Ferdinand. När Napoleons armé invaderade Spanien 1808 öppnade hon sitt palats för sårade soldater. När fransmännen närmade sig Madrid flydde hon med sin familj till Sevilla och 1809 till Cadiz, där hon stannade fram till att den franska ockupationen upphävdes 1814.